# Campeonato da Polinésia de Atletismo de 2016
O Campeonato da Polinésia de Atletismo de 2016 foi a 5ª edição da competição organizada pela Associação de Atletismo da Oceania em 2019. O evento foi realizado em três categorias sênior, sub-18 e para-atletas, destinada a atletas com certa deficiência. Foi celebrado no Estádio Pater Te Hono Nui, em Papeete, na Polinésia Francesa, com destaque para a Nova Zelândia com 43 medalhas sendo 21 de outo. 

## Medalhistas

### Categoria sênior
Masculino
| Evento                 | Ouro                                | Ouro     | Prata                         | Prata    | Bronze                                   | Bronze   |
| ---------------------- | ----------------------------------- | -------- | ----------------------------- | -------- | ---------------------------------------- | -------- |
| 100 metros             | Eddie Herene Magele · Samoa         | 11.14    | Jarvis Hansen · Nova Zelândia | 11.30    | Cole Unasa · Samoa                       | 11.31    |
| 200 metros             | Eddie Herene Magele · Samoa         | 22.01    | Siueni Filimone · Tonga       | 22.08    | Jarvis Hansen · Nova Zelândia            | 22.46    |
| 400 metros             | Heamatangi Tu'ivai · Tonga          | 49.72    | NA                            | NA       | NA                                       | NA       |
| 800 metros             | Teiva Izal PYF                      | 2:04.76  | Teva Tama Iti                 | 2:05.26  | NA                                       | NA       |
| 1 500 metros           | Teva Tama Iti                       | 4:32.38  | NA                            | NA       | NA                                       | NA       |
| 5 000 metros           | Loic Mevel Iti                      | 16:10.03 | Samuel Aragaw PYF             | 16:12.25 | NA                                       | NA       |
| 10 000 metros          | Loic Mevel Iti                      | 34:24.68 | Samuel Aragaw PYF             | 34:25.90 | Cedric Wane PYF                          | 34:34.76 |
| 4×100 metros estafetas | Samoa A                             | 43.72    | PYF A                         | 45.01    | Nova Zelândia A                          | 45.22    |
| Salto em altura        | Christopher Goodwin · Nova Zelândia | 1.85m    | Jacques Tetauira PYF          | 1.70m    | NA                                       | NA       |
| Salto com vara         | Matheo Lada PYF                     | 4.30m    | Anthony Boulhol PYF           | 3.80m    | Soape Polutele · Tonga                   | 3.60m    |
| Salto em comprimento   | Christopher Goodwin · Nova Zelândia | 6.77m    | Timona Poareu PYF             | 6.37m    | Makalea Foliaki · Polinésia Francesa PYF | 6.14m    |
| Salto triplo           | Makalea Foliaki Iti                 | 12.78m   | Jean Louis Fuller Iti         | 12.27m   | Jacques Tetauira PYF                     | 12.14m   |
| Arremesso de peso      | Nathaniel Sulupo · Samoa            | 13.82m   | NA                            | NA       | NA                                       | NA       |
| Lançamento de disco    | Nathaniel Sulupo · Samoa            | 45.81m   | Raiarii Thompson PYF          | 33.35m   | NA                                       | NA       |
| Lançamento do dardo    | Soape Polutele · Tonga              | 49.70m   | Raiarii Thompson PYF          | 45.57m   | Jacques Tetauira PYF                     | 41.66m   |

Feminino
| Evento                 | Ouro                              | Ouro     | Prata                                   | Prata    | Bronze                            | Bronze   |
| ---------------------- | --------------------------------- | -------- | --------------------------------------- | -------- | --------------------------------- | -------- |
| 100 metros             | Patricia Taea · Ilhas Cook        | 12.30    | Natasha Eady · Nova Zelândia            | 12.59    | Sarah Pearce · Nova Zelândia      | 12.71    |
| 200 metros             | Sarah Pearce · Nova Zelândia      | 25.26    | Natasha Eady · Nova Zelândia            | 25.27    | Patricia Taea · Ilhas Cook        | 25.33    |
| 400 metros             | Sarah Pearce · Nova Zelândia      | 55.60    | Amanda Jayne Fitisemanu · Nova Zelândia | 57.18    | Taina Halasima · Tonga            | 59.69    |
| 800 metros             | Ellen Schaef · Nova Zelândia      | 2:09.94  | NA                                      | NA       | NA                                | NA       |
| 1 500 metros           | Ellen Schaef · Nova Zelândia      | 4:32.37  | NA                                      | NA       | NA                                | NA       |
| 5 000 metros           | Sophie Bouchonnet PYF             | 19:35.47 | Elodie Menou PYF                        | 20:00.26 | Carine Soulon PYF                 | 21:36.02 |
| 10 000 metros          | Elodie Menou PYF                  | 43:22.71 | Carine Soulon PYF                       | 46:21.12 | NA                                | NA       |
| 4×100 metros estafetas | Nova Zelândia A                   | 49.47    | NA                                      | NA       | NA                                | NA       |
| Salto em altura        | Mihiatea Gooding PYF              | 1.68m    | Olivia Bryce · Nova Zelândia            | 1.60m    | Adriana Mahwinney · Nova Zelândia | 1.60m    |
| Salto com vara         | Lucie Tepea PYF                   | 2.50m    | NA                                      | NA       | NA                                | NA       |
| Salto em comprimento   | Candice Richer Iti                | 5.09m    | Tahiona Doucet Iti                      | 4.81m    | NA                                | NA       |
| Salto triplo           | Adriana Mahwinney · Nova Zelândia | 11.27m   | Tahiona Doucet Iti                      | 10.08m   | NA                                | NA       |
| Arremesso de peso      | Tereapii Tapoki · Ilhas Cook      | 13.15m   | Atamaama Tu'utafaiva · Tonga            | 13.07m   | Diana Opoapu · Samoa              | 12.07m   |
| Lançamento de disco    | Tereapii Tapoki · Ilhas Cook      | 44.68m   | Kasandra Vegas · Samoa                  | 41.80m   | Christina Ryan · Nova Zelândia    | 38.02m   |
| Lançamento do dardo    | Gwoelani Patu PYF                 | 38.13m   | Kasandra Vegas · Samoa                  | 32.19m   | NA                                | NA       |

### Categoria sub-18
Masculino
| Evento                 | Ouro                           | Ouro    | Prata                          | Prata   | Bronze                             | Bronze   |
| ---------------------- | ------------------------------ | ------- | ------------------------------ | ------- | ---------------------------------- | -------- |
| 100 metros             | Leti Paaga · Samoa Americana   | 11.10   | Moana Faber PYF                | 11.57   | Luteru Ahloe · Samoa Americana     | 11.77    |
| 200 metros             | Junior Konesane Palamo · Samoa | 22.61   | Leti Paaga · Samoa Americana   | 23.04   | Timona Poareu PYF                  | 23.95    |
| 400 metros             | Liam Turner · Nova Zelândia    | 51.32   | Sam Gouveneur · Nova Zelândia  | 51.68   | Gerard Hickey · Nova Zelândia      | 56.68    |
| 800 metros             | Liam Turner · Nova Zelândia    | 1:58.21 | Gerard Hickey · Nova Zelândia  | 1:58.87 | Sam Gouveneur · Nova Zelândia      | 1:59.55  |
| 1 500 metros           | Max Spencer · Nova Zelândia    | 4:13.22 | Yanael Dubois PYF              | 4:31.24 | Maui Rere Rangi Tatum · Ilhas Cook | 4:54.94  |
| 3 000 metros           | Max Spencer · Nova Zelândia    | 9:14.56 | Yanael Dubois PYF              | 9:55.86 | Ian Mevel Iti                      | 11:06.87 |
| 4×100 metros estafetas | Nova Zelândia A                | 46.47   |                                |         |                                    |          |
| Salto em altura        | Gerard Hickey · Nova Zelândia  | 1.85m   | Teaue Teihotaata PYF           | 1.80m   | Teuraiterai Tupaia PYF             | 1.80m    |
| Salto com vara         | Matheo Lada PYF                | 4.20m   | Reggie Taumaa PYF              | 3.70m   | Anthony Boulhol PYF                | 3.50m    |
| Salto em comprimento   | Timona Poareu PYF              | 6.49m   | Kolone Alefosio · Samoa        | 6.05m   | Raihau Lehot PYF                   | 5.99m    |
| Salto triplo           | Timona Poareu PYF              | 12.97m  | Raihiti Mairau Iti             | 11.88m  |                                    |          |
| Arremesso de peso      | Gerard Ah Nau · Samoa          | 14.84m  | James Harry · Ilhas Cook       | 13.82m  | Teuraiterai Tupaia PYF             | 13.05m   |
| Lançamento de disco    | Gerard Ah Nau · Samoa          | 51.45m  | James Harry · Ilhas Cook       | 46.12m  | Teuraiterai Tupaia PYF             | 43.20m   |
| Lançamento do dardo    | Teuraiterai Tupaia PYF         | 71.52m  | Opetini Dryden · Nova Zelândia | 53.57m  | James Harry · Ilhas Cook           | 45.83m   |

Feminino
| Evento                 | Ouro                              | Ouro     | Prata                         | Prata    | Bronze                        | Bronze   |
| ---------------------- | --------------------------------- | -------- | ----------------------------- | -------- | ----------------------------- | -------- |
| 100 metros             | Briana Stephenson · Nova Zelândia | 12.44    | Elise Forman · Nova Zelândia  | 12.93    | Vainui Neagle PYF             | 12.94    |
| 200 metros             | Briana Stephenson · Nova Zelândia | 25.14    | Grace Godfrey · Nova Zelândia | 26.32    | Elise Forman · Nova Zelândia  | 26.54    |
| 400 metros             | Grace Godfrey · Nova Zelândia     | 58.84    | April Horton · Ilhas Cook     | 1:12.80  |                               |          |
| 800 metros             | Alexandra Montuclard PYF          | 2:34.70  | Mathilde Fink Iti             | 2:40.96  | Margaux Poret PYF             | 2:43.03  |
| 1 500 metros           | Mathilde Soulon PYF               | 5:15.66  | Alexandra Montuclard PYF      | 5:23.64  | Margaux Poret PYF             | 5:27.72  |
| 3 000 metros           | Mathilde Soulon PYF               | 11:32.52 | Emmy Lallement Iti            | 11:59.03 | Sybille Pashe Iti             | 13:04.83 |
| 4×100 metros estafetas | Nova Zelândia A                   | 49.11    |                               |          |                               |          |
| Salto em altura        | Briana Stephenson · Nova Zelândia | 1.60m    | Olivia Bryce · Nova Zelândia  | 1.55m    | Kayla Goodwin · Nova Zelândia | 1.50m    |
| Salto em comprimento   | Briana Stephenson · Nova Zelândia | 5.84m    | Kayla Goodwin · Nova Zelândia | 5.23m    | Candice Richer Iti            | 5.13m    |
| Salto triplo           | Kayla Goodwin · Nova Zelândia     | 11.02m   | Indji Cabarrus PYF            | 10.32m   | Hererava Varney Iti           | 9.82m    |
| Arremesso de peso      | Vanaa Edom PYF                    | 10.58m   | Vaihei Wong Iti               | 9.55m    | NA                            | NA       |
| Lançamento do dardo    | Gwoelani Patu PYF                 | 42.85m   | Vaimiti Marii PYF             | 37.95m   |                               |          |

### Misto
| Evento                   | Ouro  | Ouro    | Prata           | Prata   | Bronze | Bronze  |
| ------------------------ | ----- | ------- | --------------- | ------- | ------ | ------- |
| Revezamento medley 800 m | Tonga | 1:42.30 | Nova Zelândia B | 1:44.17 | Iti    | 1:46.75 |

## Quadro de medalhas (não oficial)
| Ordem | País               | Medalha de ouro | Medalha de prata | Medalha de bronze | Total |
| ----- | ------------------ | --------------- | ---------------- | ----------------- | ----- |
| 1     | Nova Zelândia      | 21              | 13               | 9                 | 43    |
| 2     | Polinésia Francesa | 20              | 23               | 14                | 57    |
| 3     | Iti                | 17              | 17               | 13                | 47    |
| 4     | Para               | 16              | 15               | 11                | 42    |
| 5     | Samoa              | 8               | 3                | 2                 | 13    |
| 6     | Ilhas Cook         | 3               | 3                | 3                 | 9     |
| 7     | Tonga              | 3               | 2                | 2                 | 7     |
| Total | Total              | 88              | 76               | 54                | 218   |

## Participantes
| - Nova Zelândia - Polinésia Francesa - Samoa Americana - Ilhas Cook (6) | - Niue - Samoa - Tonga |

Legenda
| Recorde mundial       | Recorde mundial (World record)               |                       | Recorde africano                      | Recorde africano (African) |                                           | Q | Classificado por posição (Qualified) |
| Recorde do campeonato | Recorde do campeonato (Championship record)  | Recorde da América    | Recorde da América (Americas)         | q                          | Classificado por melhor tempo (Qualified) |   |                                      |
| Melhor marca do ano   | Melhor marca do ano (World leading)          | Recorde asiático      | Recorde asiático (Asian)              | DNS                        | Não largou (Did not start)                |   |                                      |
| Recorde nacional      | Recorde nacional (National record)           | Recorde europeu       | Recorde europeu (European)            | DNF                        | Não terminou (Did not finish)             |   |                                      |
| Recorde pessoal       | Recorde pessoal do atleta (Personal best)    | Recorde da Oceania    | Recorde da Oceania (Oceania)          | DSQ / DQ                   | Desclassificado (Disqualified)            |   |                                      |
| Recorde da temporada  | Recorde da temporada do atleta (Season best) | Recorde sul-americano | Recorde sul-americano (South America) | NM                         | Sem marca (No mark)                       |   |                                      |